# Автомобиль с открытыми колёсами

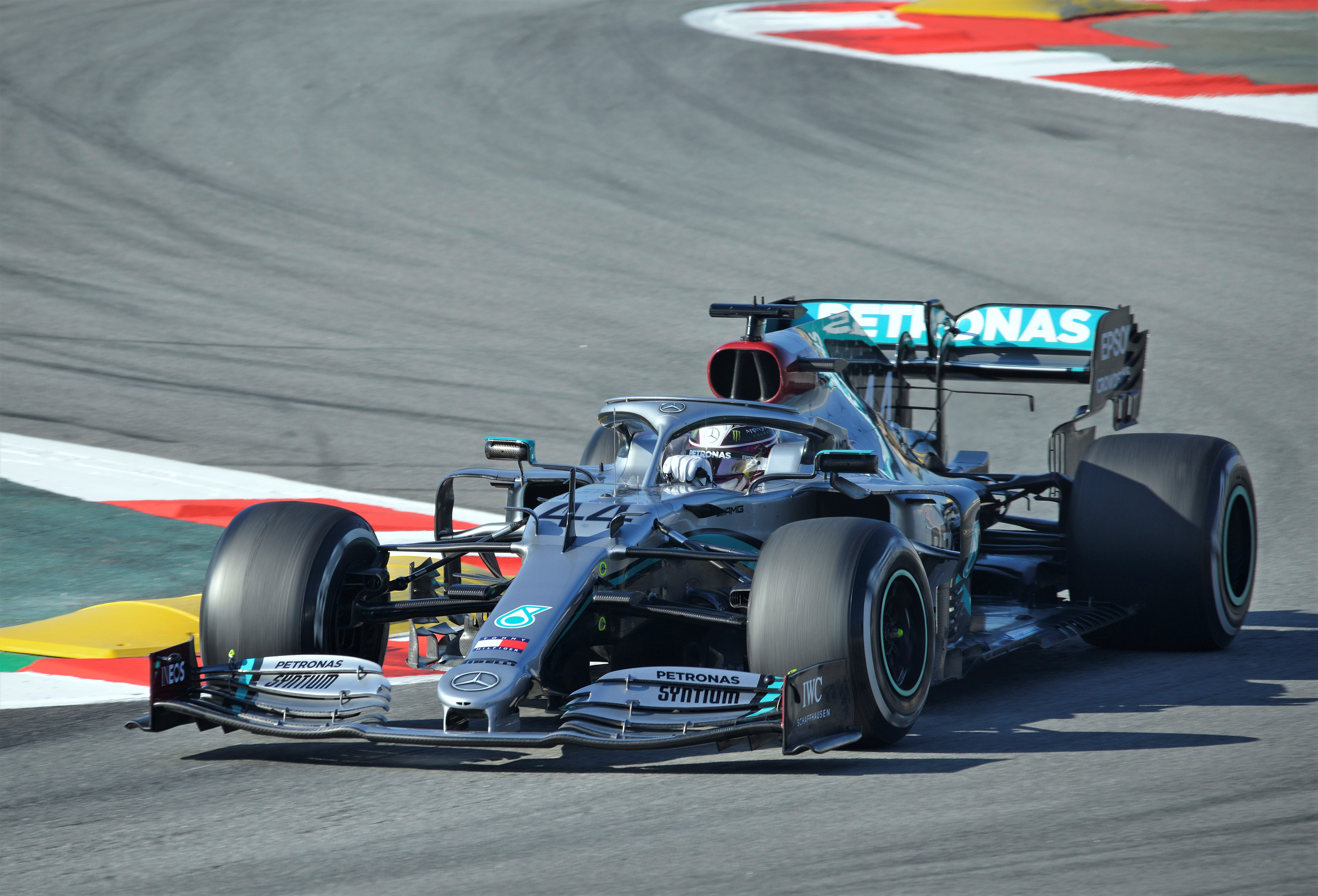
Гоночный автомобиль Mercedes AMG F1 W11 команды «Мерседес» класса Формула-1, 2020 год

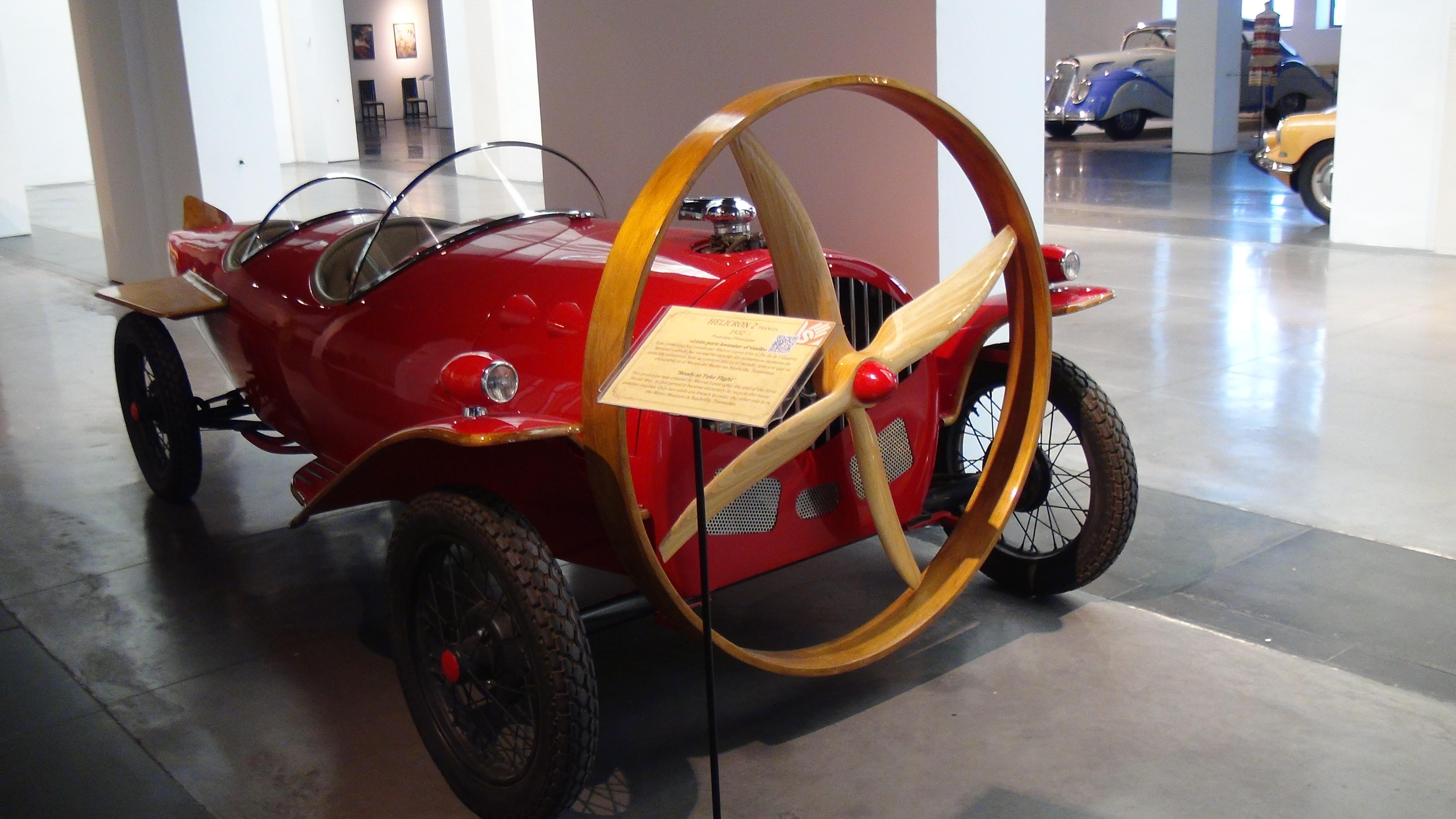
Helicron - автомобиль с открытыми колёсами, использующий пропеллер для езды.

Автомобиль с открытыми колёсами (монопост, одноместный автомобиль) — тип автомобиля, представляющий собой автомобиль с колёсами, вынесенными из кузова. Этот тип, появившийся в начале XX века — ныне один из самых распространённых типов гоночных автомобилей.

## Названия
Этот тип имеет два названия, указывающие на его конструктивные особенности — в Америке укоренилось название open-wheel car — автомобиль с открытыми колёсами, тогда как в Европе указывают на его одноместную конструкцию — монопост (англ. single seater, нем. monoposto, итал. monoposto, чеш. monopost). В Америке же технические требования к таким автомобилям начали сводить в специальные документы, получившие название «формул». Постепенно слово «формула» стало фигурировать в названии большинства чемпионатов и серий монопостов, начиная с Формул-1, −2, и −3, что дало повод называть такие гонки «гонками формульного типа». В России слово «формула» всё чаще стало применяться и к самим машинам, участвующим в таких гонках. Также и в Западной Европе всё шире распространяется термин «formula car». Большинство картов также относятся к автомобилям с открытыми колёсами.

## История

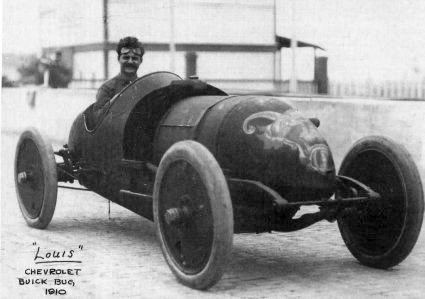
Луи Шевроле в Buick Bug 1910 года

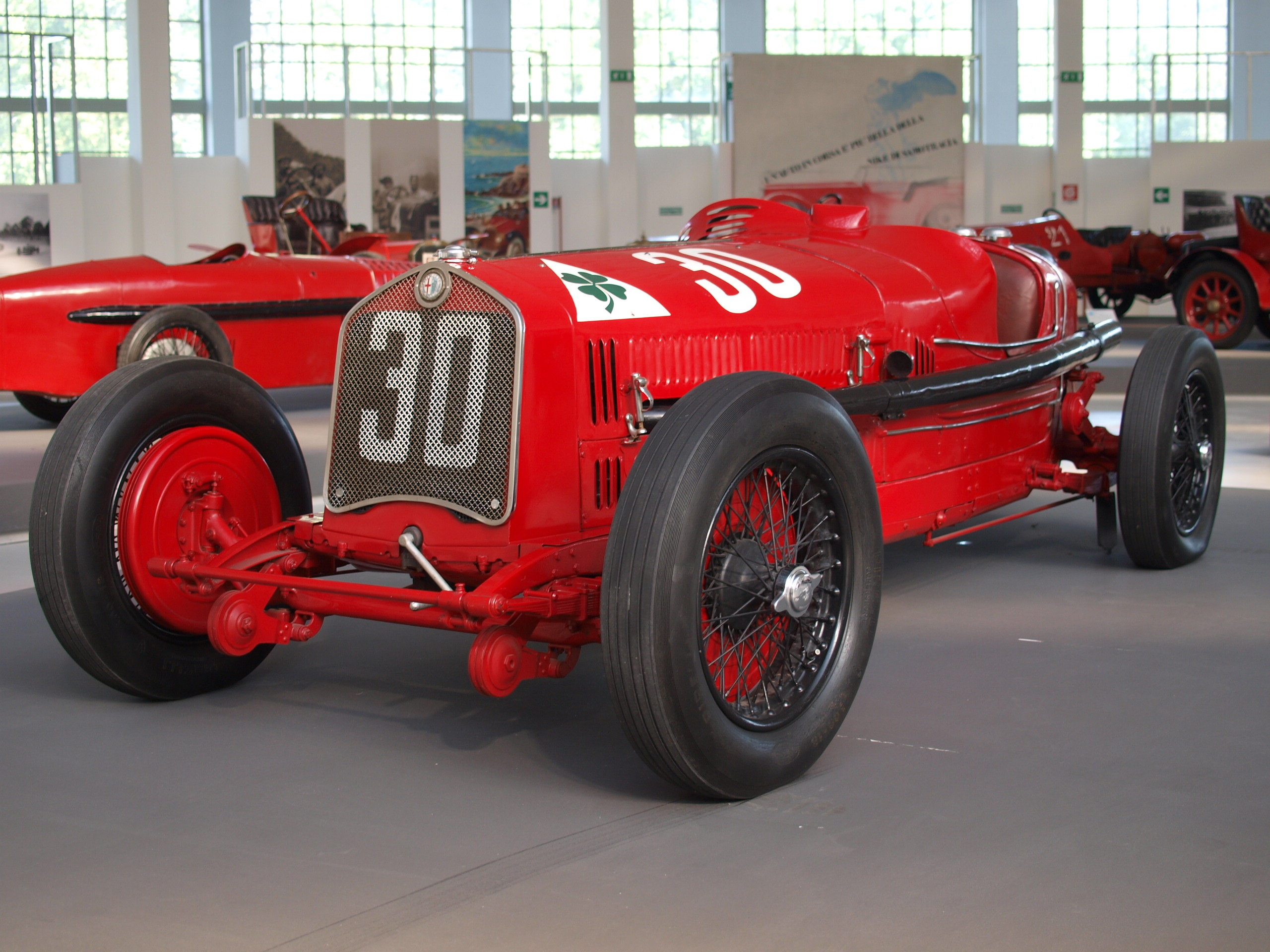
Вплоть до начала 1930-х годов автомобили Гран-При имели требование второго места, которое, впрочем, редко использовалось (Alfa Romeo P2)

Первые автомобили данного типа появились в США в начале XX века, и поначалу были вовсе не одноместными, вместе с водителем в гонке участвовал механик, так как дистанции были большими, а надёжность машин невысока. Постепенно гонки переместились на закрытые трассы относительно небольшой длины, а надёжность машин выросла, после чего механик переместился на обочину, а позже в специальную зону технического обслуживания. Результаты гонок на «больших автомобилях» начали идти в специальный зачёт, который проводила Американская автомобильная ассоциация. Так родился первый чемпионат. Технические требования стали сводиться в специальные документы, получившие название «формул».
В Европе гонки на автомобилях с открытыми колёсами стали проводиться в 1920-х годах. Новые машины получили название монопостов и они начали участвовать в престижных гонках Гран-При. С 1930 года результаты некоторых Гран-При стали заноситься AIACR в отдельный зачёт, создав личный чемпионат Европы, а в 1946 году была создана FIA, которая определила основные классы монопостов — Формула-1, −2 и −3. В 1950 году был организован чемпионат мира, проводившийся ежегодно на машинах Ф1 (за редким исключением 1952—53 годов, когда он проводился на машинах Ф2).

## Устройство

### Ходовая часть

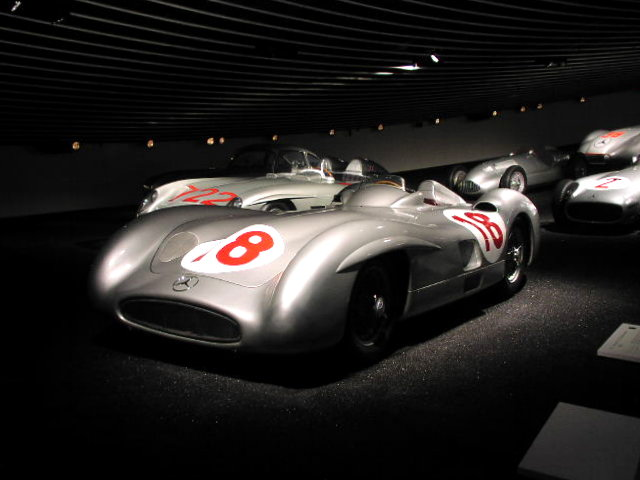
Mercedes-Benz W196 — один из немногих монопостов с закрытыми колёсами

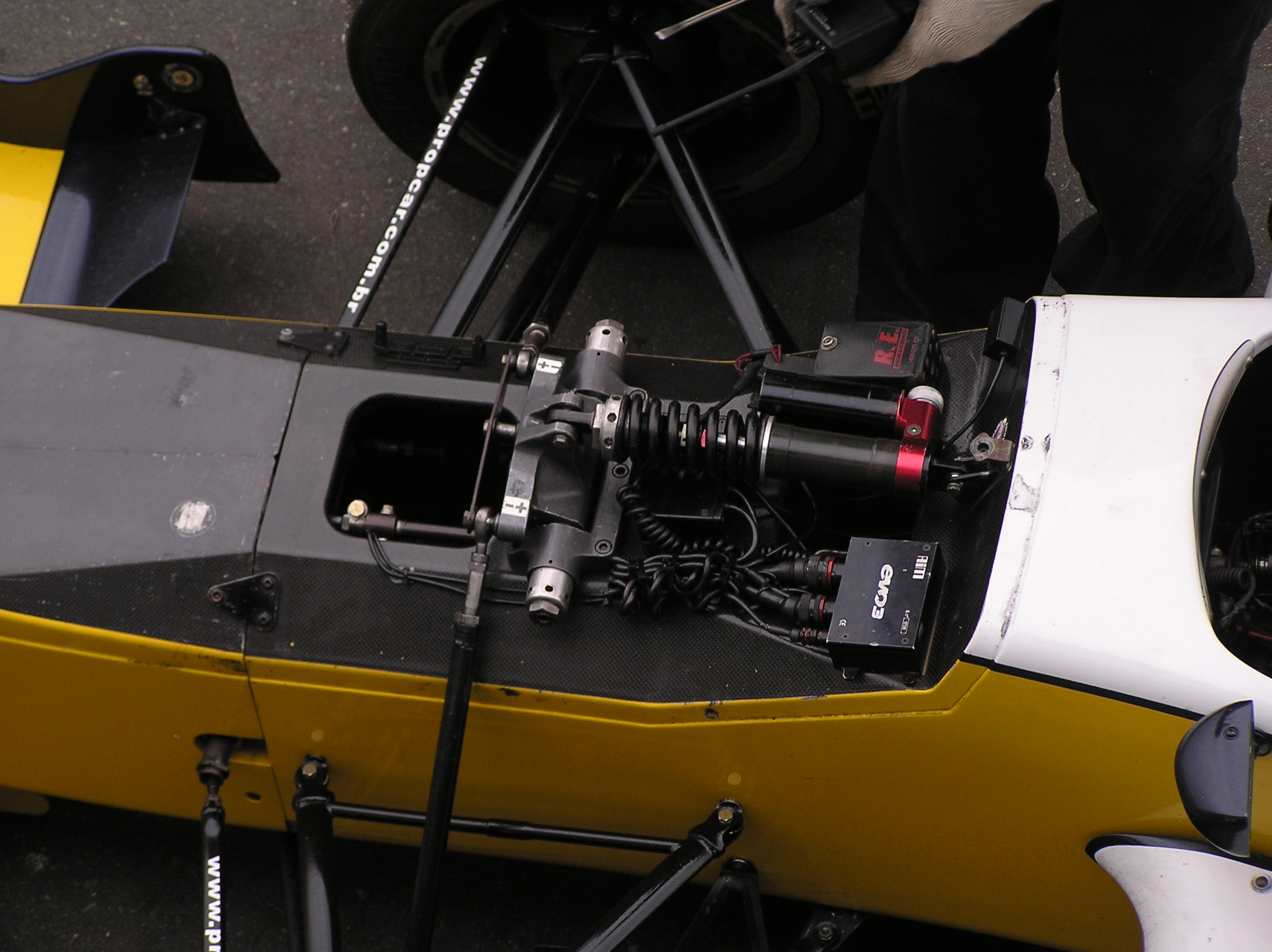
Передняя подвеска автомобиля Формулы Рено 2.0

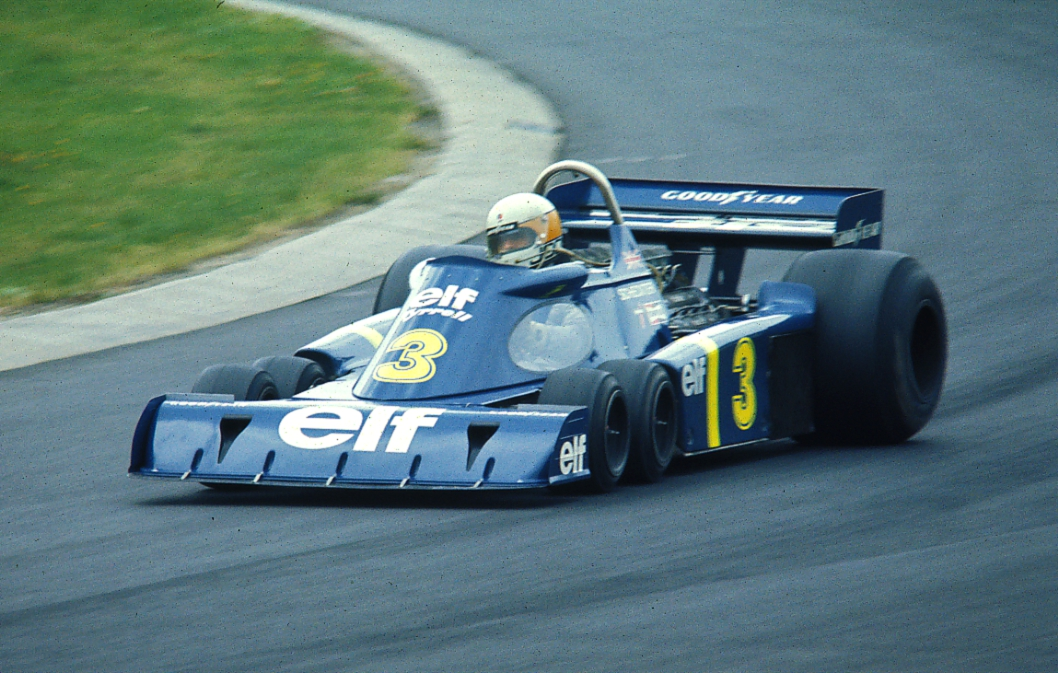
6-колёсный Tyrrell P34

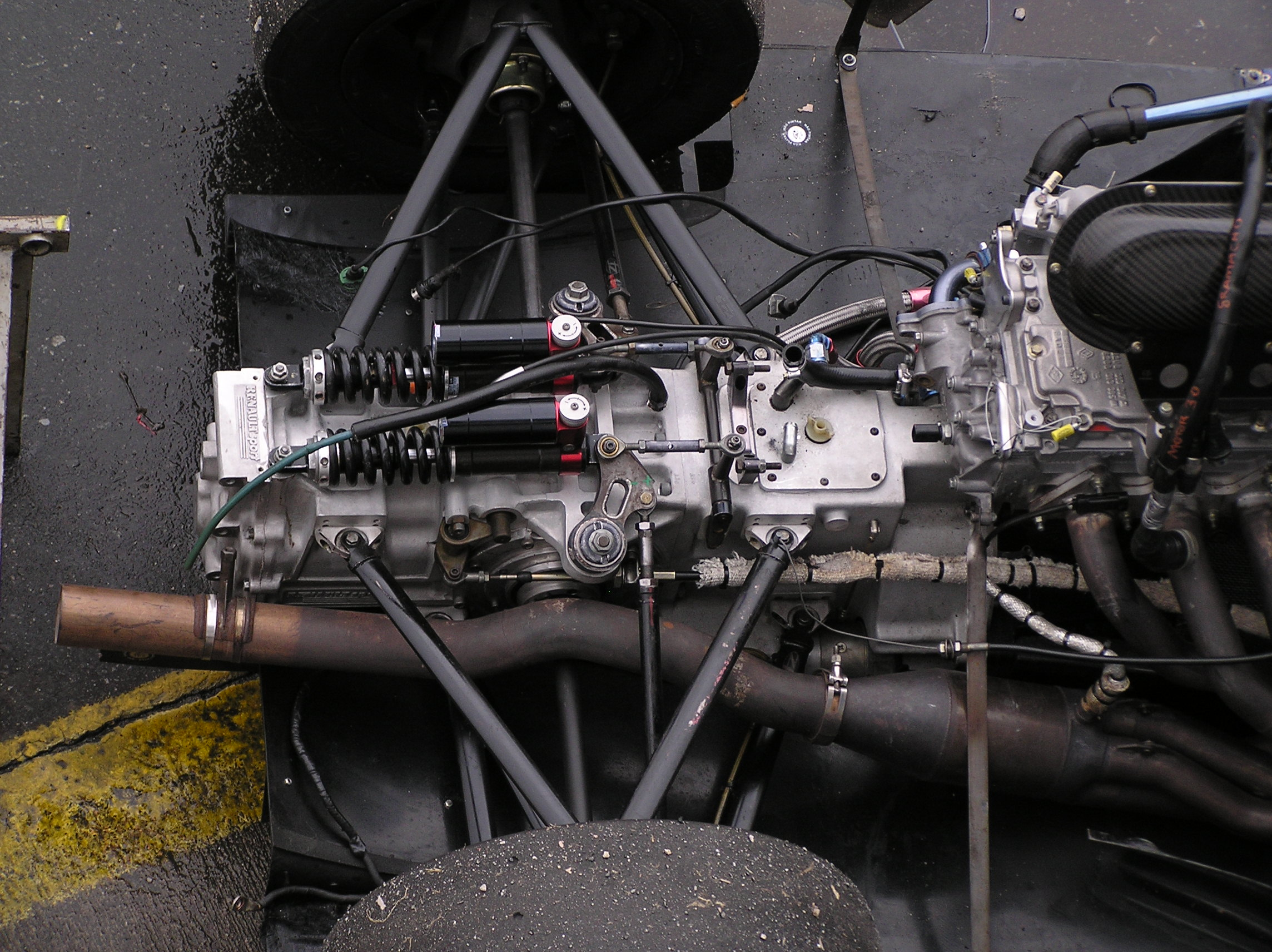
Задняя подвеска автомобиля Формулы Рено 2.0

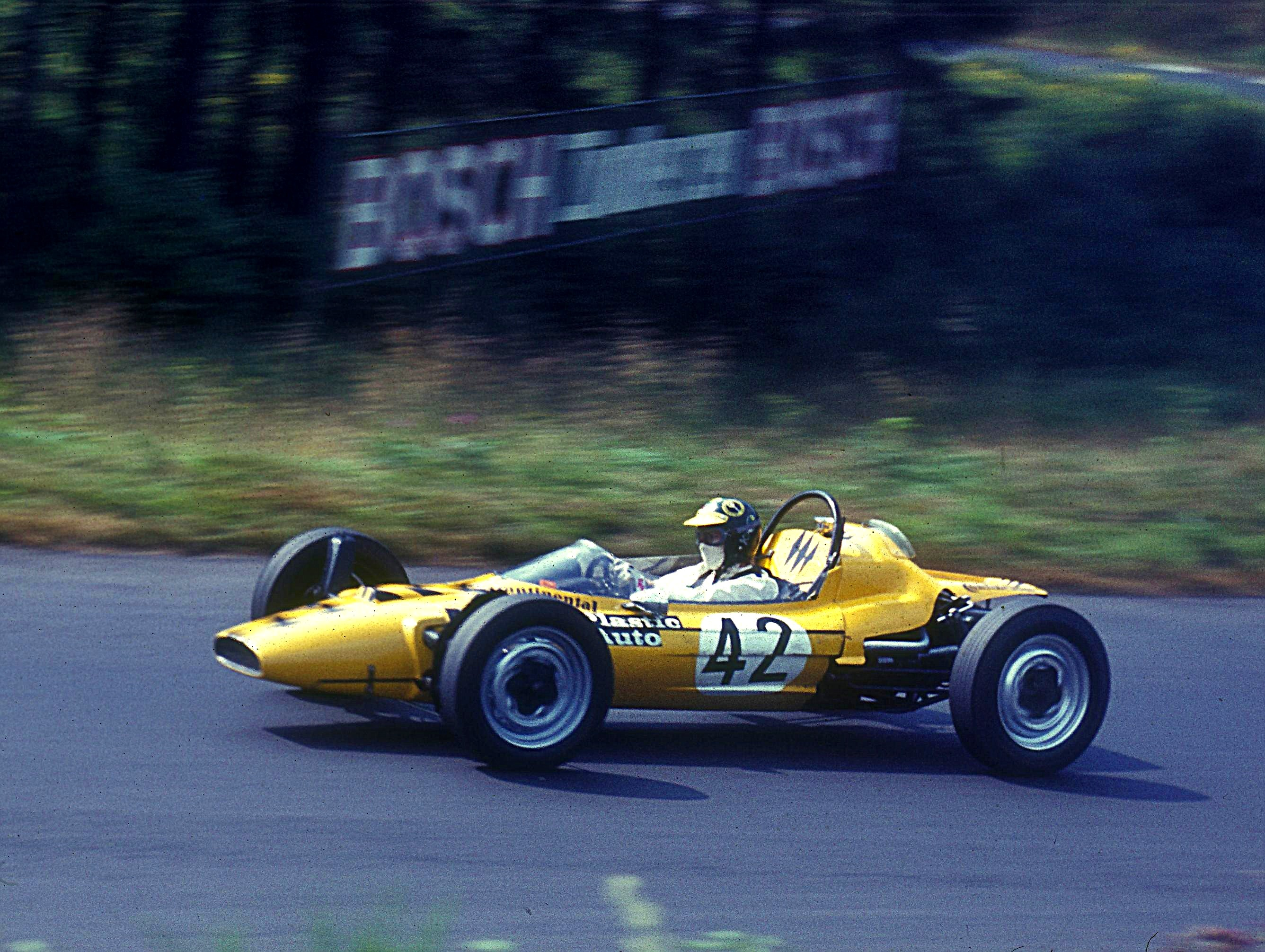
Ханнелора Вернер за рулём автомобиля Olympic-Formel-V, 1969 год

Согласно названию, колёса автомобилей должны находиться вне корпуса. Впрочем, бывали и исключения — в 1954 г. команда Ф1 Мерседес, воспользовавшись лазейками в регламенте, выставляла на некоторые гонки, преимущественно скоростные, машины с колёсами, закрытыми лёгким кузовом. В дальнейшем регламент Ф1 был пересмотрен с целью исключения подобных случаев.
Также вне корпуса находятся и некоторые элементы подвески. Сейчас это двойной поперечный рычаг с толкаемой либо тянущей штангой (push-rod и pull-rod, соответственно).
Число колёс, как правило, не превышает 4, хотя были случаи применения и 6-колёсных автомобилей — впервые такой появился в 1948 г. в Национальном чемпионате ААА, в 1976 г. команда Ф1 Тиррелл также представила автомобиль с шестью колёсами, однако попытка команды Ф1 Уильямс выставить в 1982 г. шестиколёсный болид натолкнулась на запрет. С тех пор все автомобили с открытыми колёсами имеют их не больше четырёх.
Расположение колёс вне корпуса позволяет сравнительно легко организовать подвод охлаждающего воздуха к тормозным системам (а также отвод нагретого), что обуславливает их повышенную эффективность. Также такое решение способствует охлаждению шин набегающим потоком воздуха, но в то же время приводит к подъему в воздух большого количества водяной взвеси во время дождевых гонок, что сильно ухудшает видимость для участников.

### Двигатель

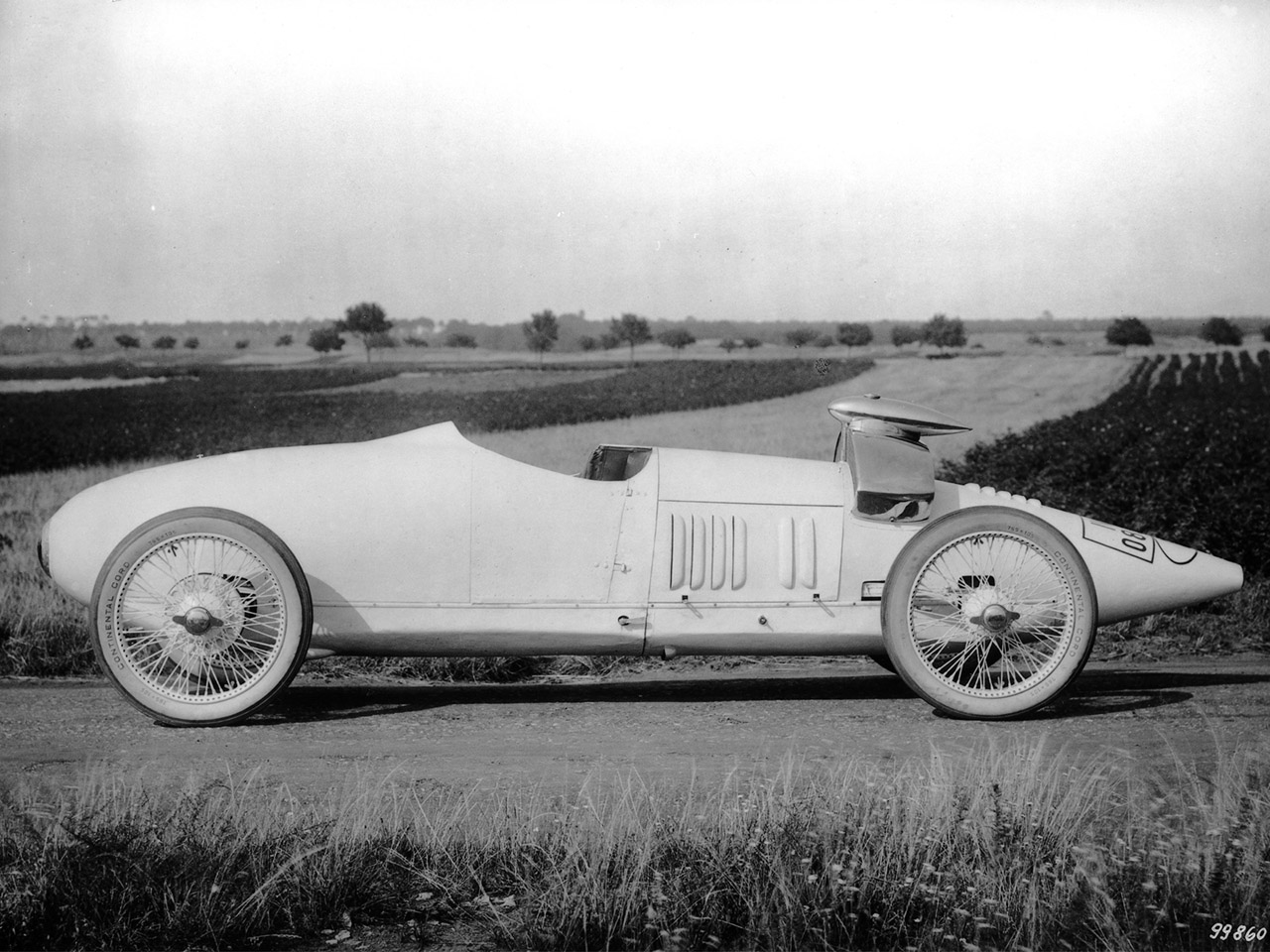
Первый среднемоторный гоночный авто Benz-Tropfenwagen, 1923 г.

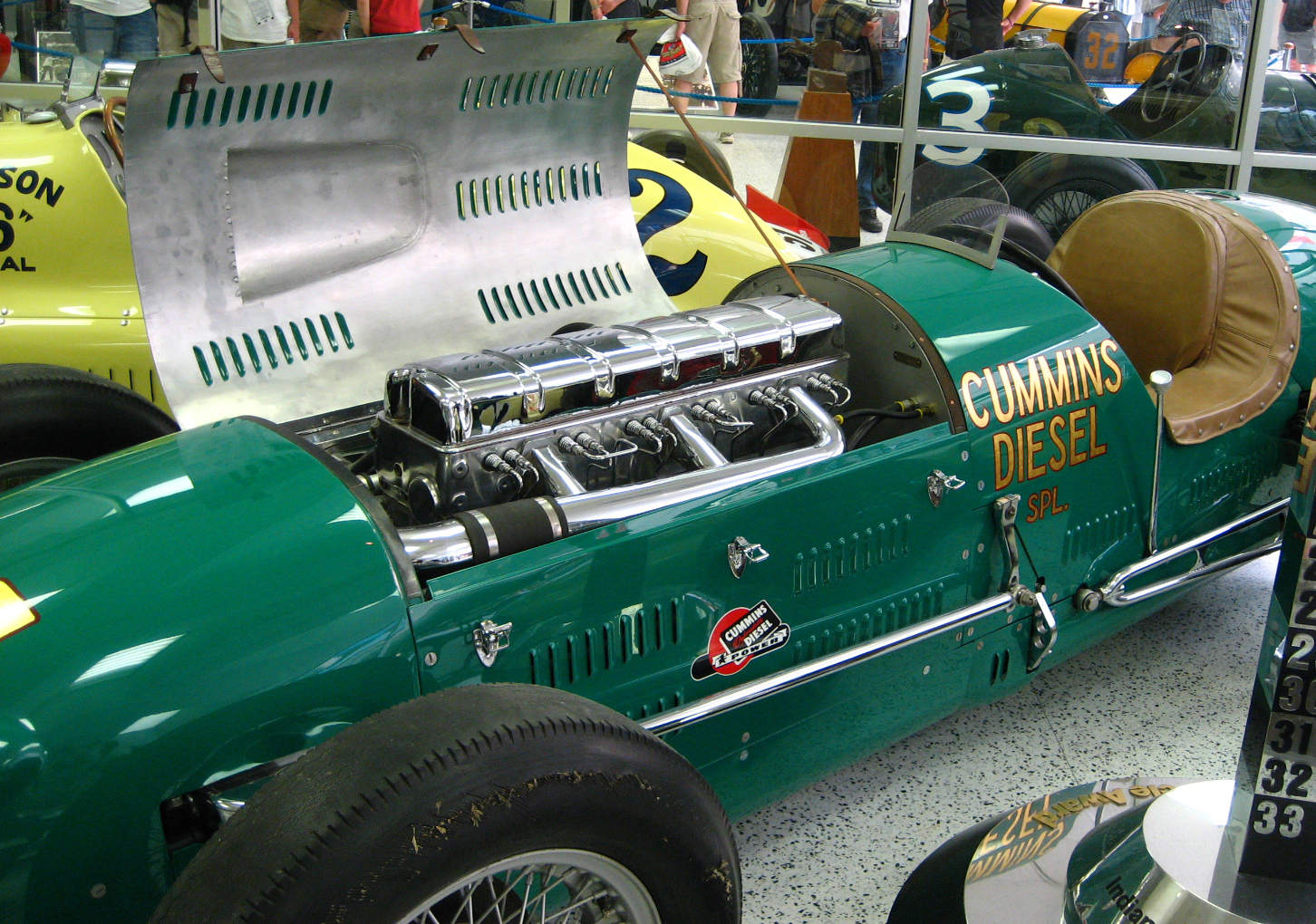
Дизель Cummins на родстере для Indy 500

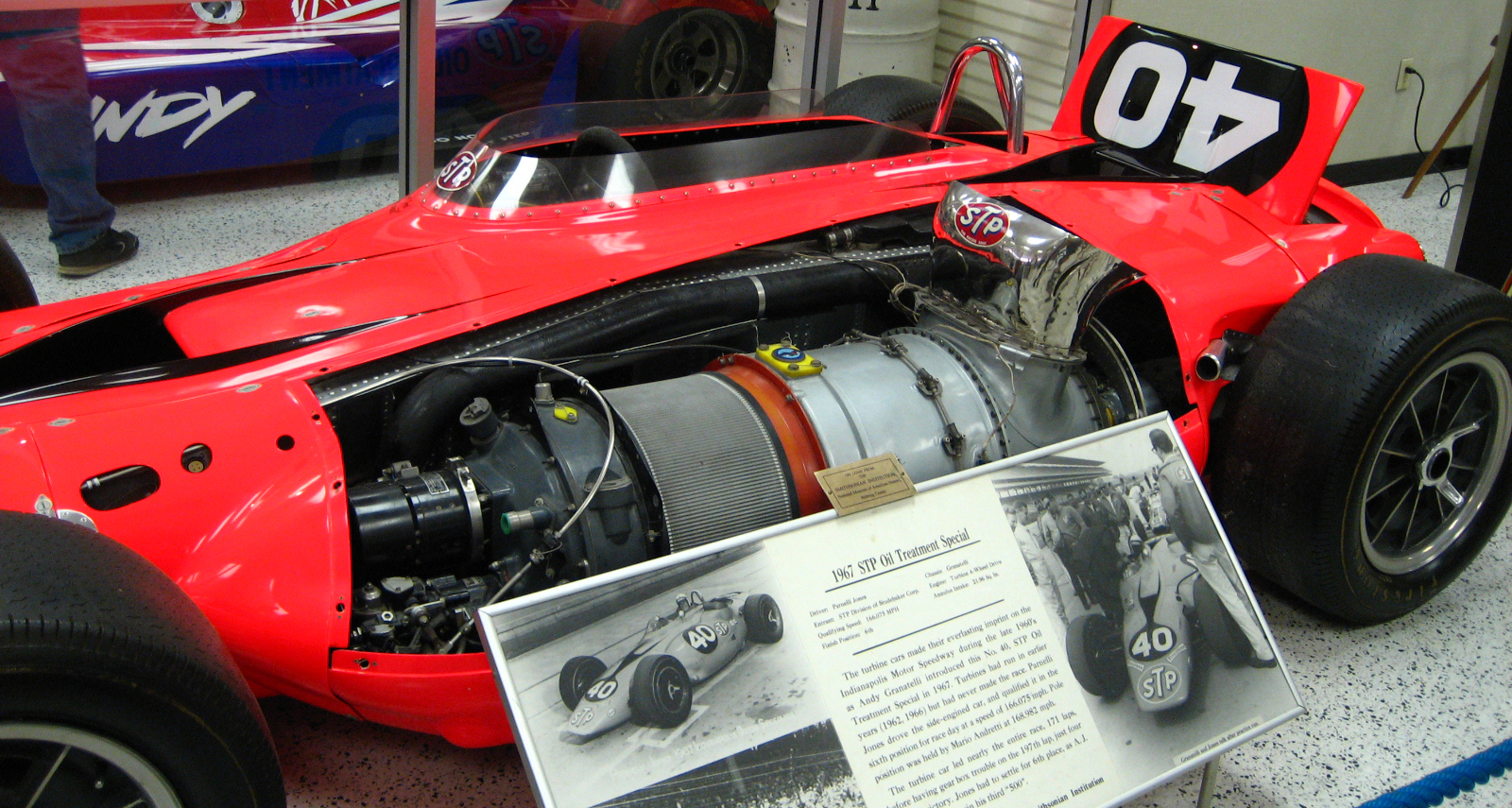
Газотурбинный автомобиль Парнелли Джонса на Инди-500 1967 г.

Газотурбинный Lotus 56

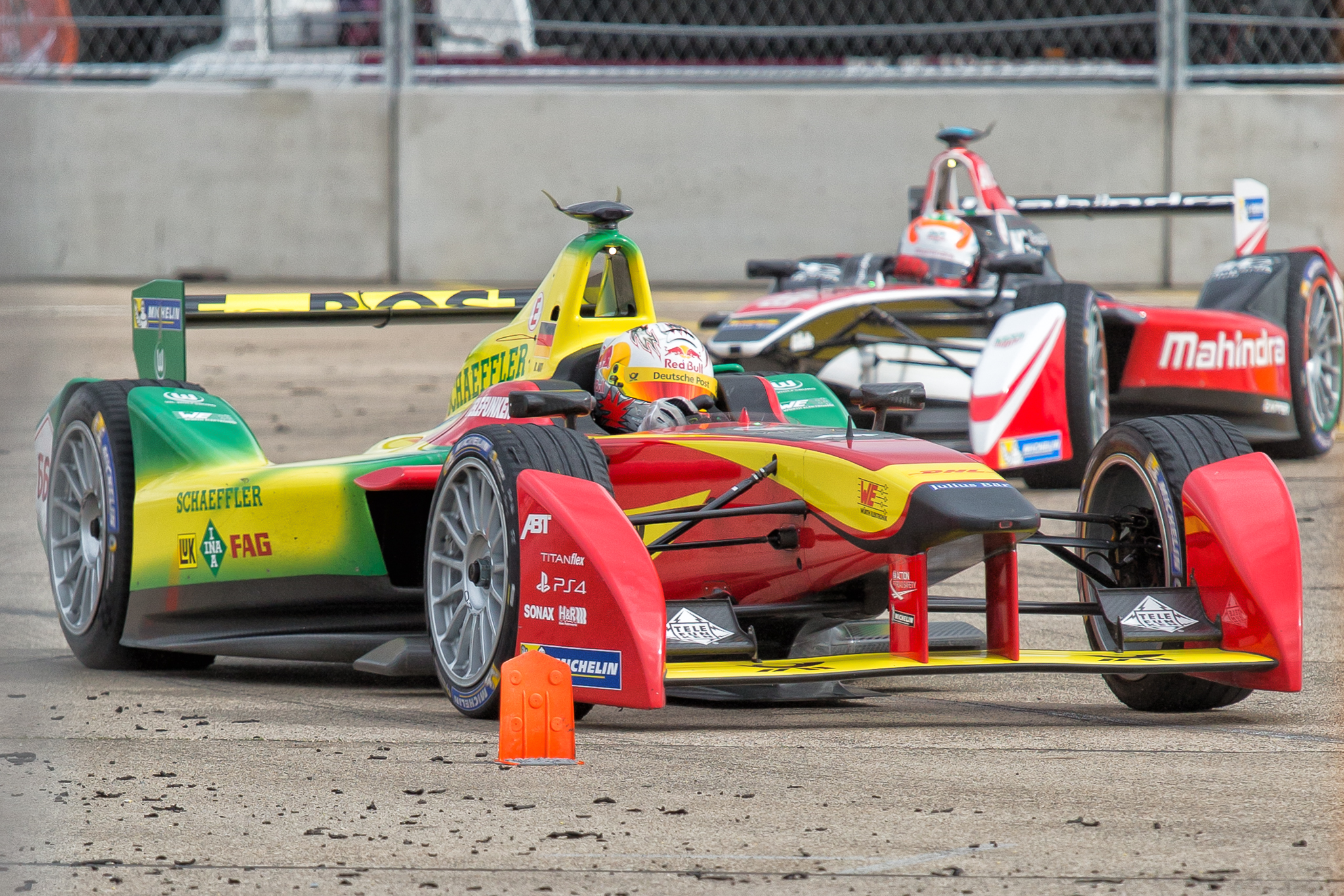
Электромобиль Audi Sport ABT Schaeffler Формула E

Двигатель долгое время находился впереди гонщика, приводя в движение заднюю ось посредством карданного вала, так или иначе проходившего через кабину. Иное расположение двигателя — позади кабины, но в пределах колёсной базы — было предложено в 1920-х гг. компанией Benz & Cie. с оглядкой на легковую модель Rumpler Tropfenwagen, и реализовано в металле на модели Benz-Tropfenwagen 1923 года. Впоследствии эта схема получила развитие на гоночных автомобилях Ауто Унион, где на ведущих ролях оказались руководители и конструкторы, работавшие ранее в компании Benz & Cie.. Но Вторая мировая война приостановила её эволюцию, и после войны она некоторое время не использовалась. Вновь эта схема была применена уже в 1950-х гг. Эшли Купером. В 1961 г. автомобили среднемоторной схемы дебютировали в США, в 1965 г. выиграли гонку Инди-500, и с тех пор заднемоторная схема стала стандартом для автомобилей с открытыми колёсами, за исключением спринт-каров, используемых для гонок по грунтовым овалам.
Сами двигатели — почти исключительно четырёхтактные поршневые, работающие по циклу Отто, атмосферные или с наддувом. В первые годы существования гонок двигатели были сплошь атмосферные, достигая порой огромных величин рабочего объёма, до 20-30 литров. После Первой Мировой войны, когда были опробованы механические компрессоры, с приводом от самого двигателя, то, переместившись на гоночные трассы, они вызвали существенное падение рабочих объёмов (а следовательно и массы) до 1,5-2 литров в Европе, и 3 литров в Северной Америке. Во время Второй мировой войны моторостроители освоили производство турбокомпрессоров, с приводом от турбины отработавших газов, но свою дорогу на гоночные трассы они нашли не сразу. Турбокомпрессоры имели турболаг — задержку в раскрутке при изменении режимов работы двигателя, что затрудняло управление ими, уменьшало их надежность. Оборотистые безнаддувные моторы вновь получили широчайшее распространение. Однако моторостроители справились с турболагом, сначала в США, где гонки по овалам не предъявляли больших требований по приёмистости двигателя, а затем и в Европе — с 1977 года команда «Рено» начала активное использование турбокомпрессоров, вначале ненадежных. Но затем, в благодаря в том числе турбокомпрессорным двигателям, был завоеван титул сначала в командном (в 1982-м, командой «Феррари»), а затем и личном зачете (в 1983-м, командой «Брэбем» с двигателями БМВ), положив начало так называемой «турбоэре» в Формуле-1, продлившейся до конца десятилетия, когда турбонаддув был запрещен в рамках борьбы за повышение безопасности и снижение стоимости участия для команд. В Северной Америке CART использовал турбодвигатели до самого конца своего существования в 2008 г. В начале XXI столетия прогресс в технологиях и рост цен на нефть привели к росту спроса на двигатели с турбокомпрессором, более дешевые и экономичные по сравнению с прежними моделями.
В американском чемпионате проводили опыты с дизельными двигателями (долгие гонки по овалам благоприятствуют дизелям с их узким рабочим диапазоном и меньшим удельным расходом топлива), Фред Агабашьян даже выиграл поул на Инди-500 1952 года. Также в Америке и в Европе были попытки применения газовых турбин. При этом если на американских овалах турбина продемонстрировала все свои положительные качества — турбинный автомобиль едва не выиграл Инди-500 1967 года, после чего турбина попала под фактический запрет — то на европейских трассах, с частыми разгонами и торможениями, турболаг оказался неистребимым недостатком.
Топливо долгое время (В Формуле-1 до 1958 года) никак не регламентировалось, что привело к использованию сложных алкогольных смесей, порой настолько токсичных, что требовался полный слив по окончании квалификации, иначе на следующий день двигатель оказывался безнадежно испорчен. Однако такие смеси повсеместно оказались под запретом, уступив место «коммерческому» бензину (предполагалось, что бензин с октановым числом 100 можно найти в коммерческой продаже), к которому разрешались некоторое количество присадок (до 1 %). В США бензин в 1960-х гг. уступил место менее взрывоопасному метанолу, а в 2000-х гг его сменил, в свою очередь, этанол, в рамках борьбы за экологичность и безопасность (метанол горит практически бесцветным пламенем, а потому тушение возгорания может быть начато с задержкой).
Дополнительные источники энергии встали на повестку дня в конце 90-х гг., когда команда Ф1 Макларен начала разработку системы рекуперации энергии торможения, однако FIA быстро запретила это, но десять лет спустя, в связи с ростом технологий и цен на бензин, подобные системы были вновь разрешены, хотя их использование, в силу дороговизны, ограничено лишь сериями высшего уровня, вроде Ф1.
В 2012 году была создана первая серия полностью электрических машин с открытыми колёсами — Формула Е — с первым гоночным сезоном в 2014 году. Невзирая на применение самых современных технологий, энергетические характеристики новых монопостов пока ещё сильно уступают сериям высшего уровня, находясь на уровне молодёжных «формул».

### Аэродинамика

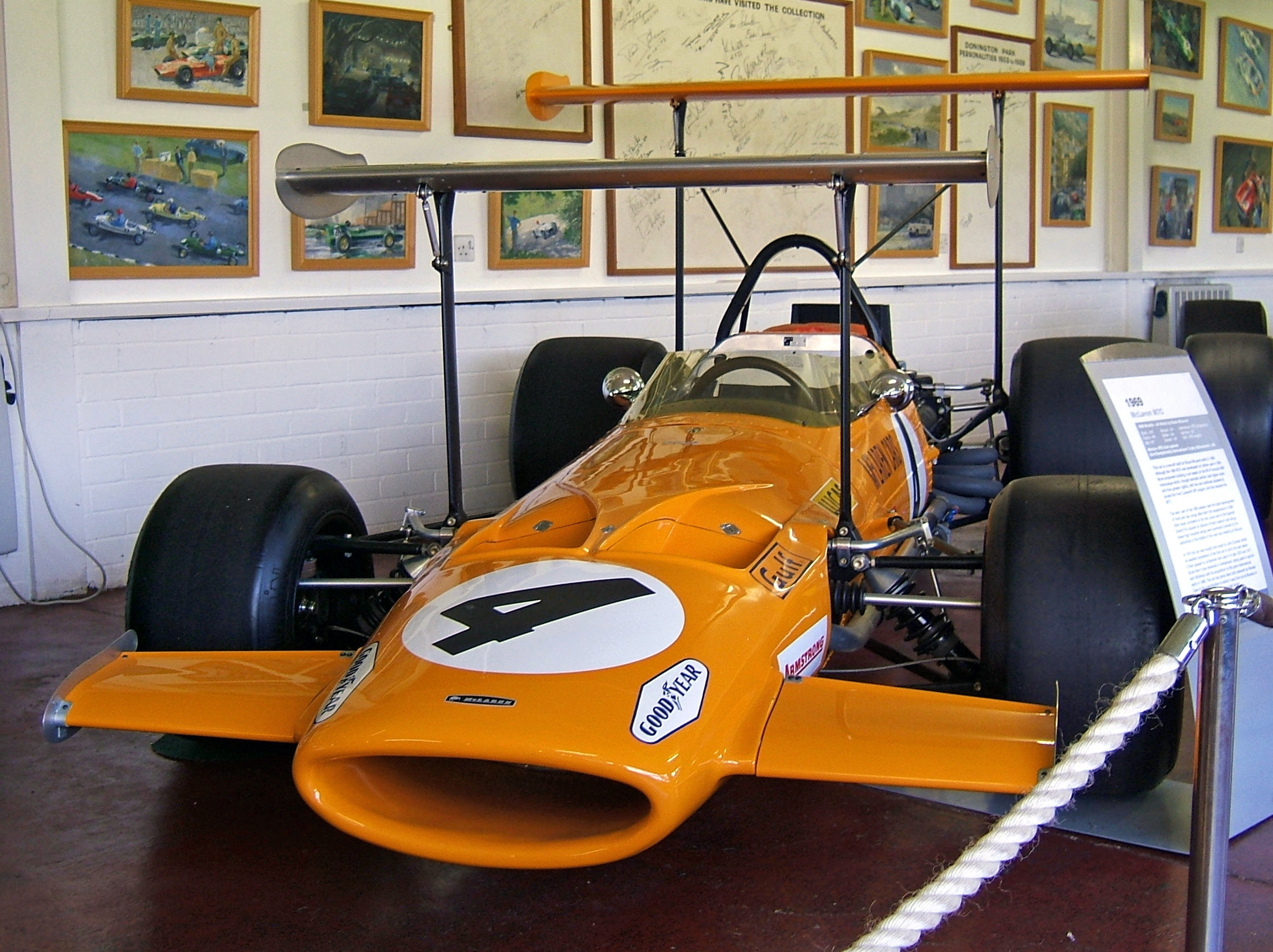
McLaren M7C 1969 г. с двумя антикрыльями над обеими осями

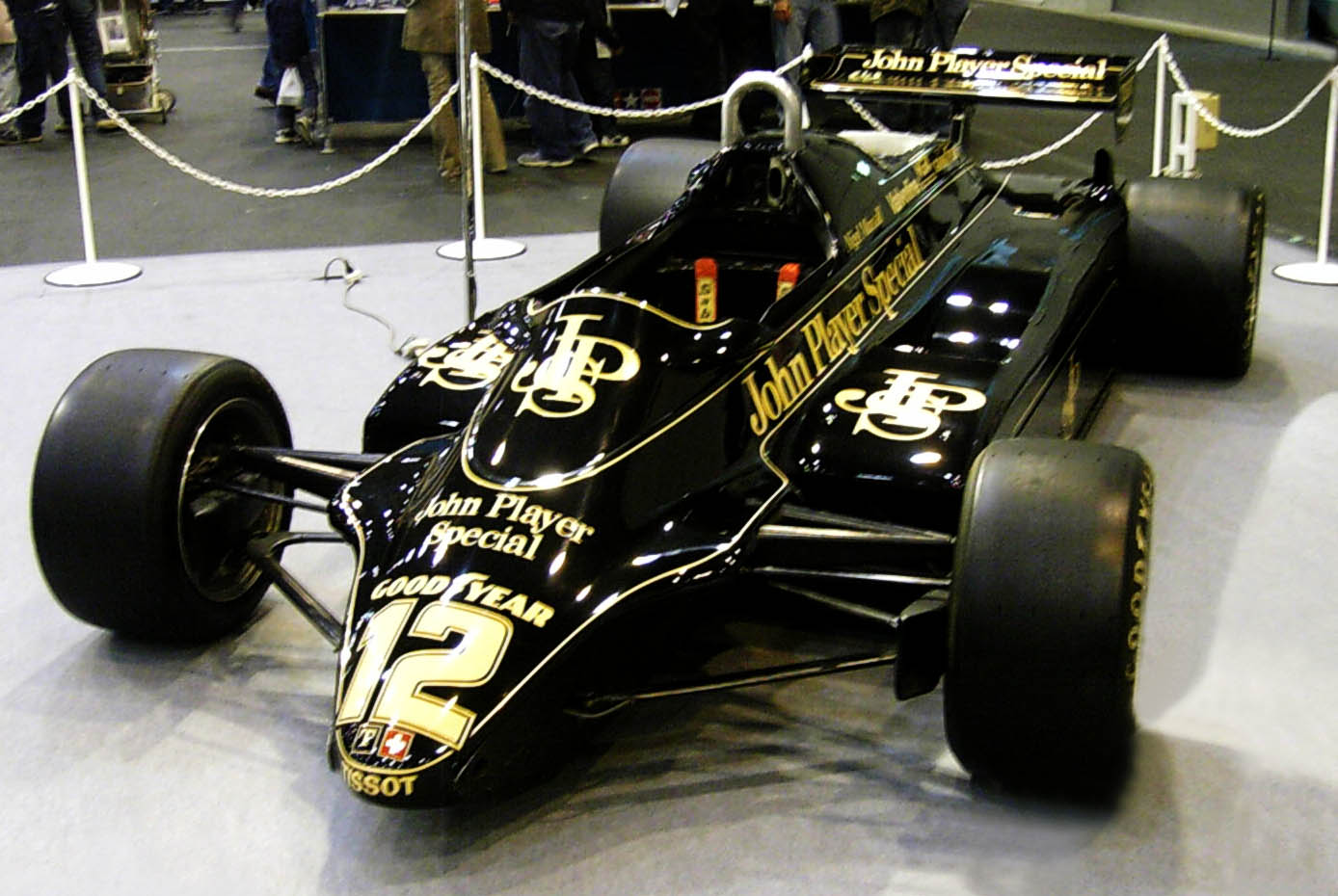
Граунд-эффект позволял обходиться без переднего крыла (Lotus 91, 1982)

Диффузор автомобиля Ф1 Renault R27

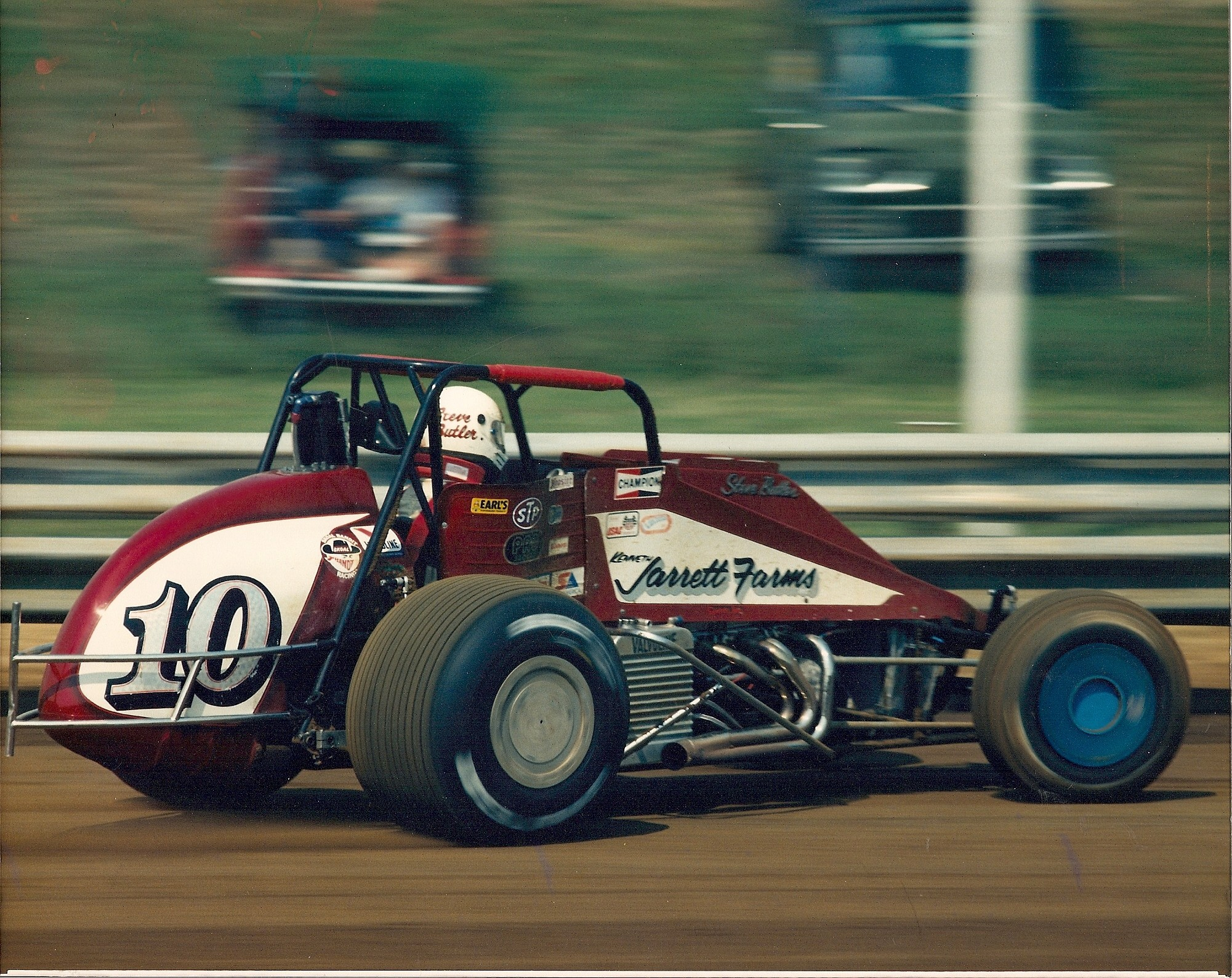
Спринт-кары для гонок на грунтовых овалах полагаются на механическое сцепление широких шин

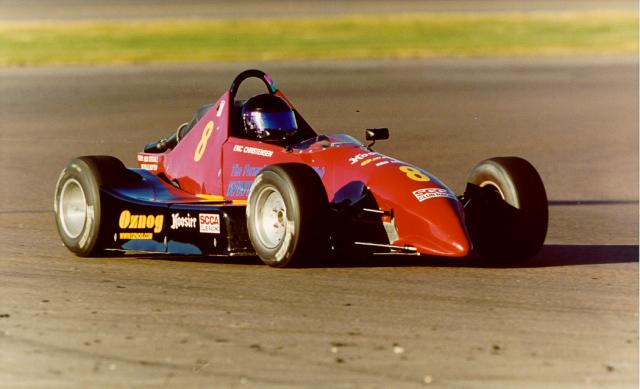
Маломощные монопосты могут обходиться и без антикрыльев (Автомобиль Формула 500)

В начале XX столетия вопросы аэродинамики не сильно волновали конструкторов массовых автомобилей, которые ещё не развивали высоких скоростей. Гоночные конструкции тех лет уже достигали скоростей, на которых влияние характера обтекания воздухом кузова автомобиля становилось заметно, однако представление об аэродинамике их конструкторы имели как правило довольно смутное: например, кузову придавали сигарообразные обводы, а затем устанавливали его на совершенно открытую угловатую раму, которая сводила на нет весь достигаемый за счёт обтекаемости такого кузова эффект.
Первая Мировая война дала толчок исследованиям в области аэродинамики, и с возобновлением в 1920-х годах гонок Гран-При некоторые инженеры (как, например, Фердинанд Порше) решили применить каплевидные обтекаемые кузова с закрытыми колёсами. Между тем, основная масса гоночных автомобилей этого периода всё ещё имела открытые колёса. Их создатели исходили из ложной предпосылки — полагали, что снижение сопротивления воздуха за счёт уменьшения лобовой площади (миделя) автомобиля с открытыми колёсами может быть более весомым, чем преимущество имеющего ощутимо большую площадь миделя полностью закрывающего шасси кузова в обтекаемости. Дальнейшие исследования показали обратную картину — уже к началу пятидесятых годов стало понятно, что аэродинамическое совершенство формы кузова намного важнее величины его лобовой площади. После этого автомобили с открытыми колёсами окончательно выделяются в отдельный класс, а полностью закрывающими шасси кузовами снабжаются в основном рекордно-гоночные машины, рассчитанные не на соревнование друг с другом, а на достижение наилучших скоростных характеристик в абсолютном измерении.
С середины 1950-х — 1960-х годов требования аэродинамики все больше учитываются при создании гоночных автомобилей, конструкторы стараются добиваться не только уменьшения лобового сопротивления, как раньше, но и увеличения прижимной силы — лёгкие машины не могли реализовать всю мощь своих моторов из-за пробуксовки в поворотах. Монопосты начинают обрастать теми или иными аэродинамическими приспособлениями. Наиболее часто встречаются переднее и заднее антикрылья, прижимающие к дороге соответственно переднюю и заднюю часть автомобиля. Поначалу, в 1968—1969 гг., крылья крепились непосредственно к подвеске на высоких стойках, и снабжались средствами механизации, однако ненадежность таких конструкций (вибрации передавались прямо на крыло) привела к нескольким тяжелым авариям, после чего антикрылья были ограничены в размерах, конструкции и способе крепления к кузову.
В 1977 г. команда Лотус представила новое решение — граунд-эффект, заключающийся в ограничении доступа воздуха под днище, посредством особой формы корпуса и заградительных эластичных юбок по бокам. В Северную Америку это решение попало уже на следующий год, на машинах Chapparal. К началу 80-х автомобили Ф1 обходились без передних крыльев, прижимная сила была столь высока, что приводила к повреждению колесных дисков, а боковые перегрузки выматывали гонщиков до потери сознания. Малая изученность граунд-эффекта приводила к его нестабильной работе — машина колебалась в вертикальной плоскости. Для борьбы с этим явлением использовали более жесткие настройки подвески, что приводило к весьма некомфортной езде. В итоге в 1982 г. граунд-эффект в Формуле-1 был запрещен по соображениям безопасности — он требовал строго фиксированного положения корпуса, что было невозможно обеспечить при подскоках автомобиля на препятствиях, и на неровной трассе. В эти моменты происходил прорыв воздуха под днище, с полным исчезновением прижимной силы, отрывом автомобиля от трассы и его неуправляемым движением (в том числе с подлетом) по прямой, в ограждения. В CART граунд-эффект продержался дольше, в силу особенностей овальных трасс, не требующих атак поребриков с последующим подскоком машины, и со значительно более гладким покрытием. Сейчас граунд-эффект в чистом виде практически везде запрещён, а прижимную силу (основной вклад в аэродинамику монопостов) создаёт диффузор — расположенная в задней части днища открытая сужающаяся П-образная полутруба, ускоряющая протекающий под профилированным днищем воздух (Эффект Вентури). Тем не менее, использование граунд-эффекта по-прежнему рассматривается в качестве перспективного решения, при условии реализации его на новом техническом уровне. Это помогло бы обеспечить большую аэродинамическую устойчивость машин при преследовании соперника — высокая аэродинамическая загруженность монопостов порождает высокий уровень аэродинамических возмущений, приводящий к невозможности плотного преследования и обгона. С 2018 года машины Indycar вновь широко используют граунд-эффект.
Открытые колёса являются важным аэродинамическим элементом — они имеют большую ширину, а их верхний край движется навстречу набегающему потоку. В итоге они производят серьёзные воздушные завихрения, сильно ухудшающие аэродинамическую эффективность автомобиля (коэффициент лобового сопротивления достигает 0,65-0,85) и, таким образом, не может сравниться со спортпрототипами, у которых колёса закрыты (коэффициент лобового сопротивления 0,3-0,4). Предпринимавшиеся различные попытки закрыть колёса от набегающего потока пресекаются контролирующими органами.
Маломощные монопосты (например автомобили Формулы 500), а также спринт-кары (используемые для гонок на грунтовых овалах) могут вообще не иметь аэродинамических элементов — развиваемые ими скорости не столь велики, механическое сцепление полностью обеспечивается шинами (в случае спринт-каров весьма широкими).

### Корпус

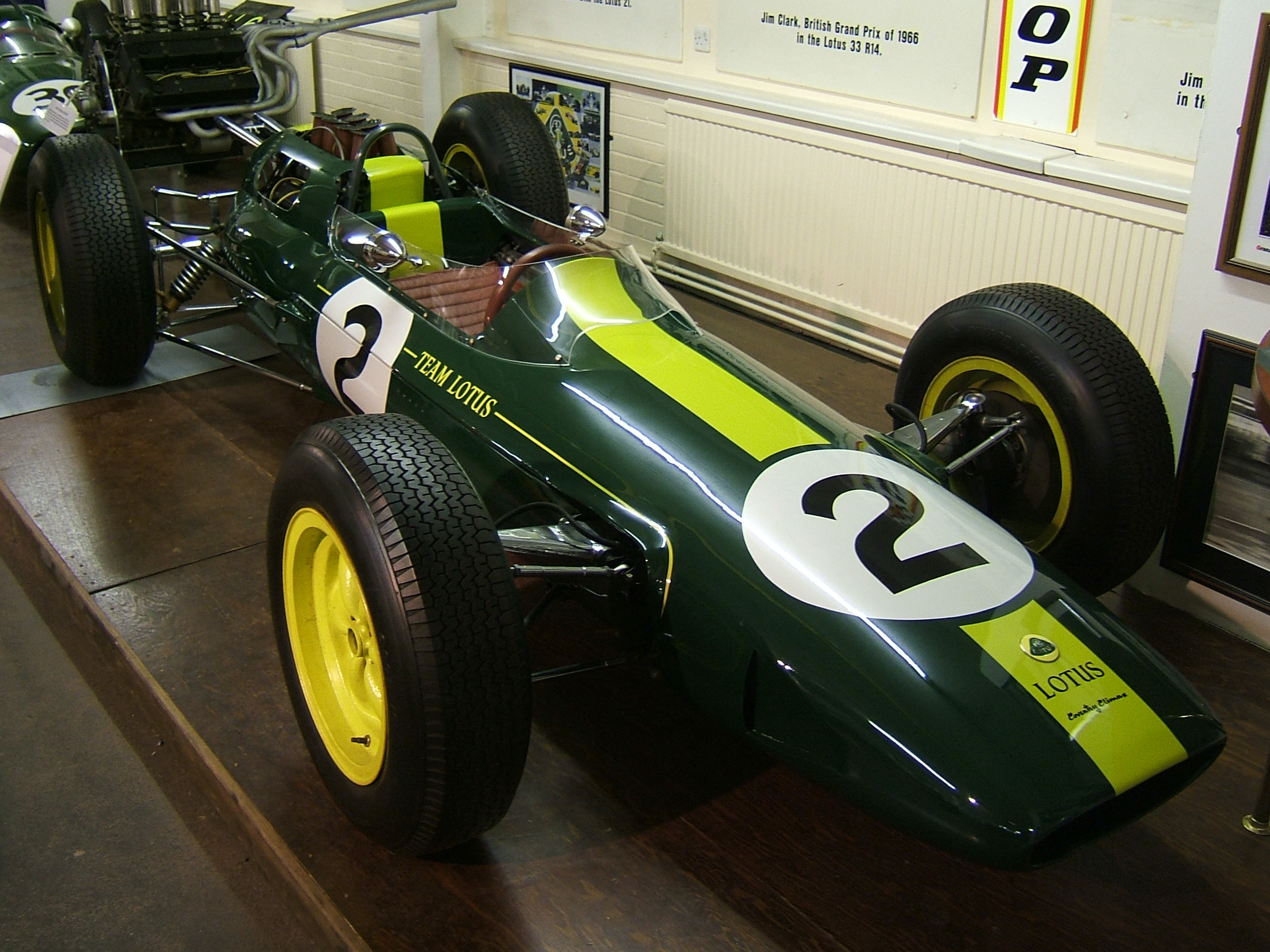
Лотус 25 1963 г. ввел в широкий обиход монокок

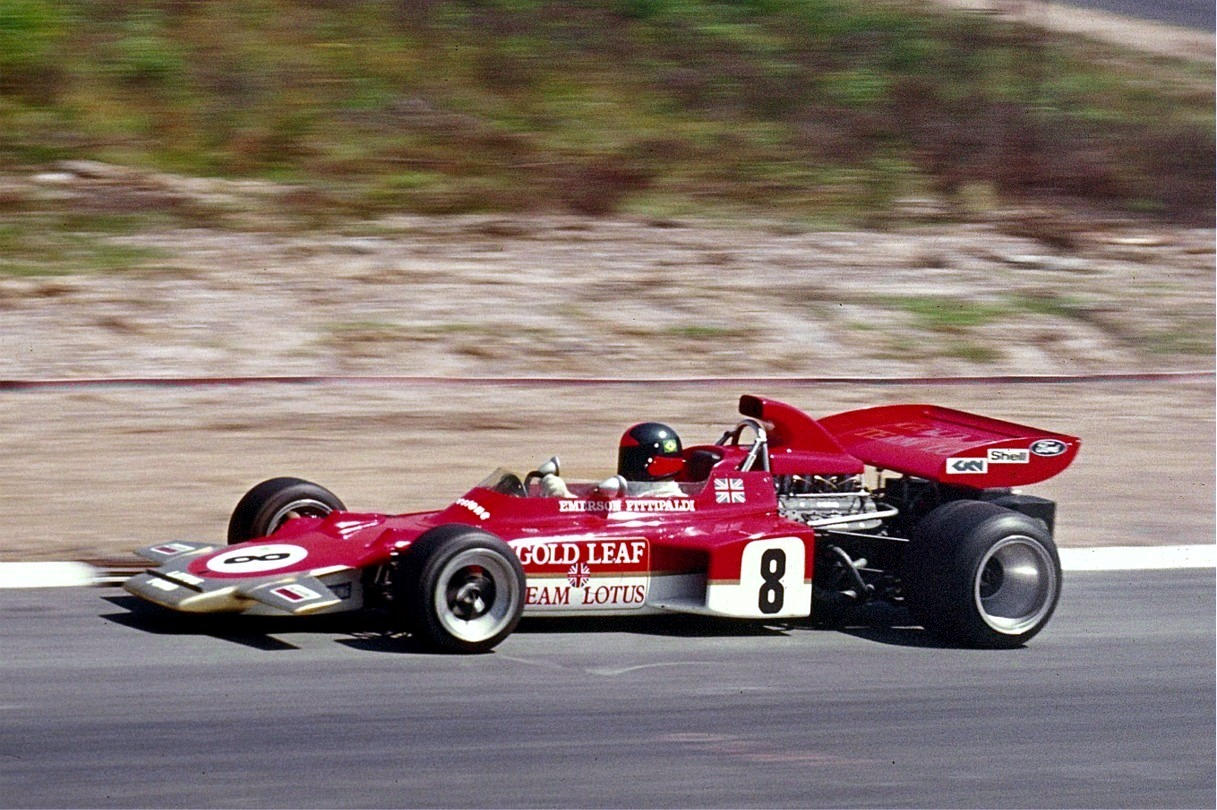
Lotus 72 1970 г. с радиаторами в боковых понтонах

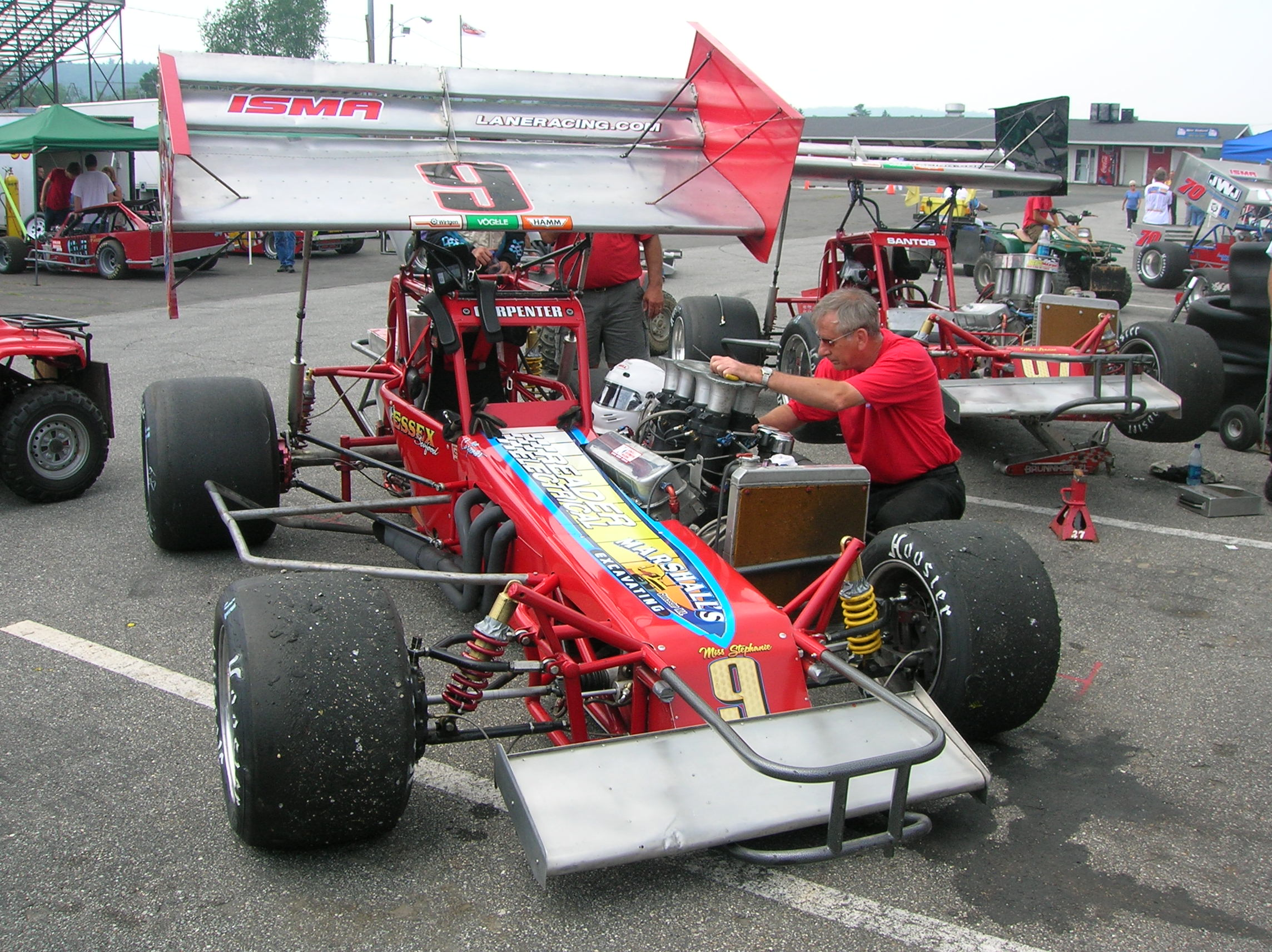
Американские родстеры Supermodified — одни из немногих переднемоторных монопостов.

Корпус монопоста имеет минимальное поперечное сечение, с тем чтобы только закрывать пилота. С 1962 года команда Ф1 Лотус (модель 25) применяет новую конструкцию корпуса с использованием монококов — жёстких пространственных конструкций, более устойчивых к кручению и ударам. Тогда же гонщик изменил свою позицию в кокпите — он больше не сидел более-менее прямо, а занял практически полулежачую позицию. Это не только уменьшило лобовое сопротивление, но и улучшило переносимость перегрузок. В первой половине 1980-х в Формуле-1 появились углепластиковые монококи, которые затем широко распространились на все остальные серии. В монококе располагается кокпит — открытая кабина пилота (хотя предпринимались и продолжают предприниматься различные попытки закрыть пилота, а в случае использования трубчатых пространственных рам пилот располагается в специальной капсуле безопасности (roll-cage)). Сразу за кабиной располагается дуга безопасности, призванная принимать удары при переворотах машины, нередко дуга интегрирована в верхний воздухозаборник, расположенный над головой пилота с целью обеспечения двигателя невозмущенным потоком воздуха, а также динамического наддува двигателя. Спереди к монококу крепится передняя подвеска и передние аэродинамические элементы, сзади — двигатель, к которому крепится коробка передач, а к той — задняя подвеска и задние аэродинамические элементы. Однако не всегда силовая установка включается в силовую конструкцию кузова, варианты с двигателем в раме, к которой крепятся задние подвеска и аэродинамические элементы также существуют. С 1970 г. команда Ф1 Лотус располагает радиаторы в боковых понтонах, что позволило придать носу машины максимально эффективную с точки зрения аэродинамики форму, в случае использования граунд-эффекта там же располагаются и воздухозаборники двигателя, что позволяет заднему крылу работать в невозмущенном потоке воздуха. Переднемоторные родстеры, использующиеся в американских чемпионатах, имеют асимметричную конструкцию, вызванную особенностями овальных гонок, с поворотами только налево — в частности, часть или все агрегаты смещены на левый борт, для компенсации асимметричных нагрузок на шины.

### Трансмиссия

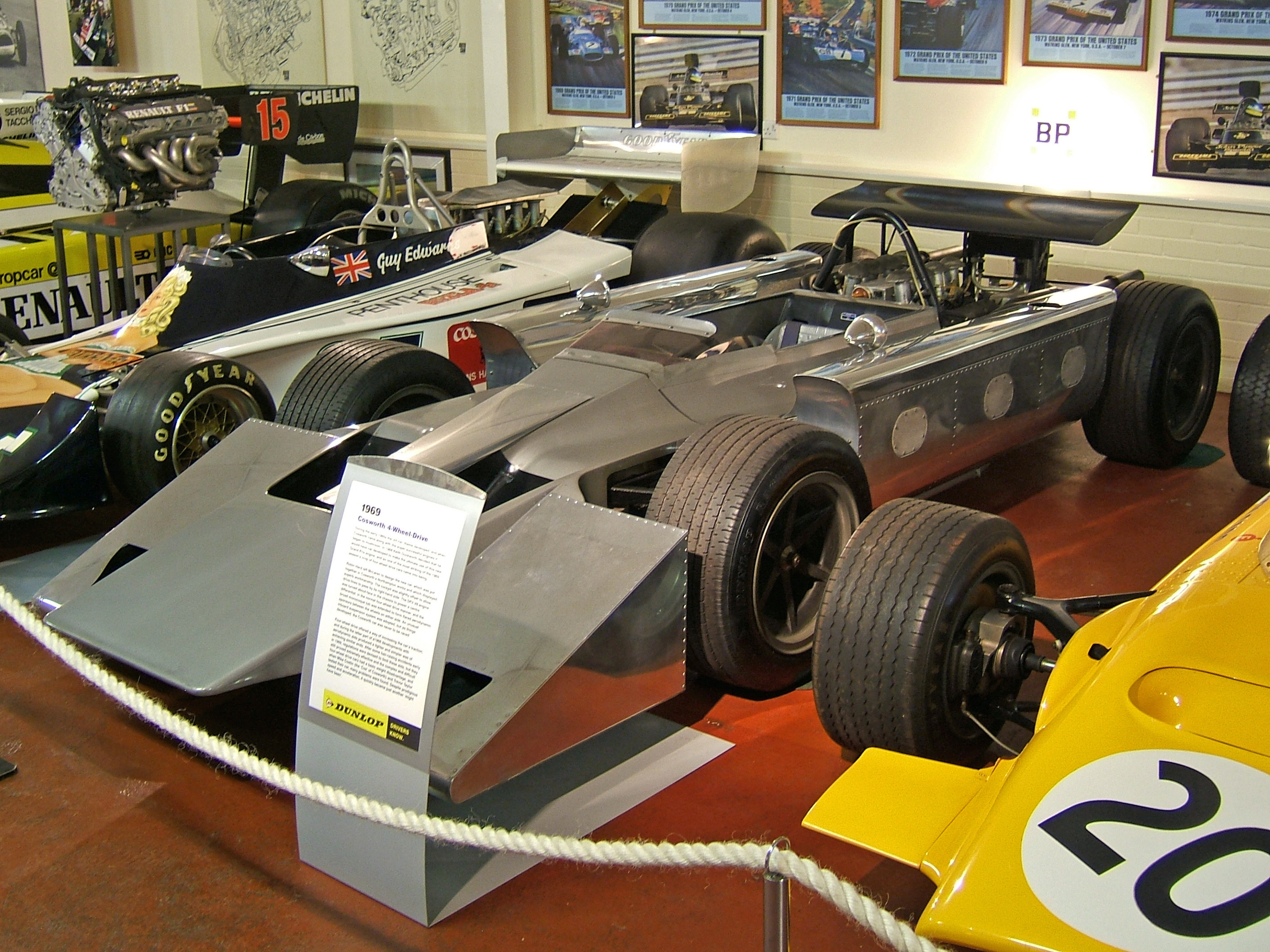
Полноприводный Cosworth F1, 1969 г.

Привод, независимо от расположения двигателя, чаще всего делался задний, хотя в серии Индикар были попытки использования переднеприводных автомобилей (с целью снижения центра тяжести), а полный привод использовался и в Индикаре, и в Формуле 1. Переключение передач всегда ручное, хотя в последнее время повсеместное распространение получили разработанные ещё для Формулы 1 секвентальные полуавтоматические коробки в 1989 году, с переключением кнопками на руле и подрулевыми переключателями.

## Пилотирование

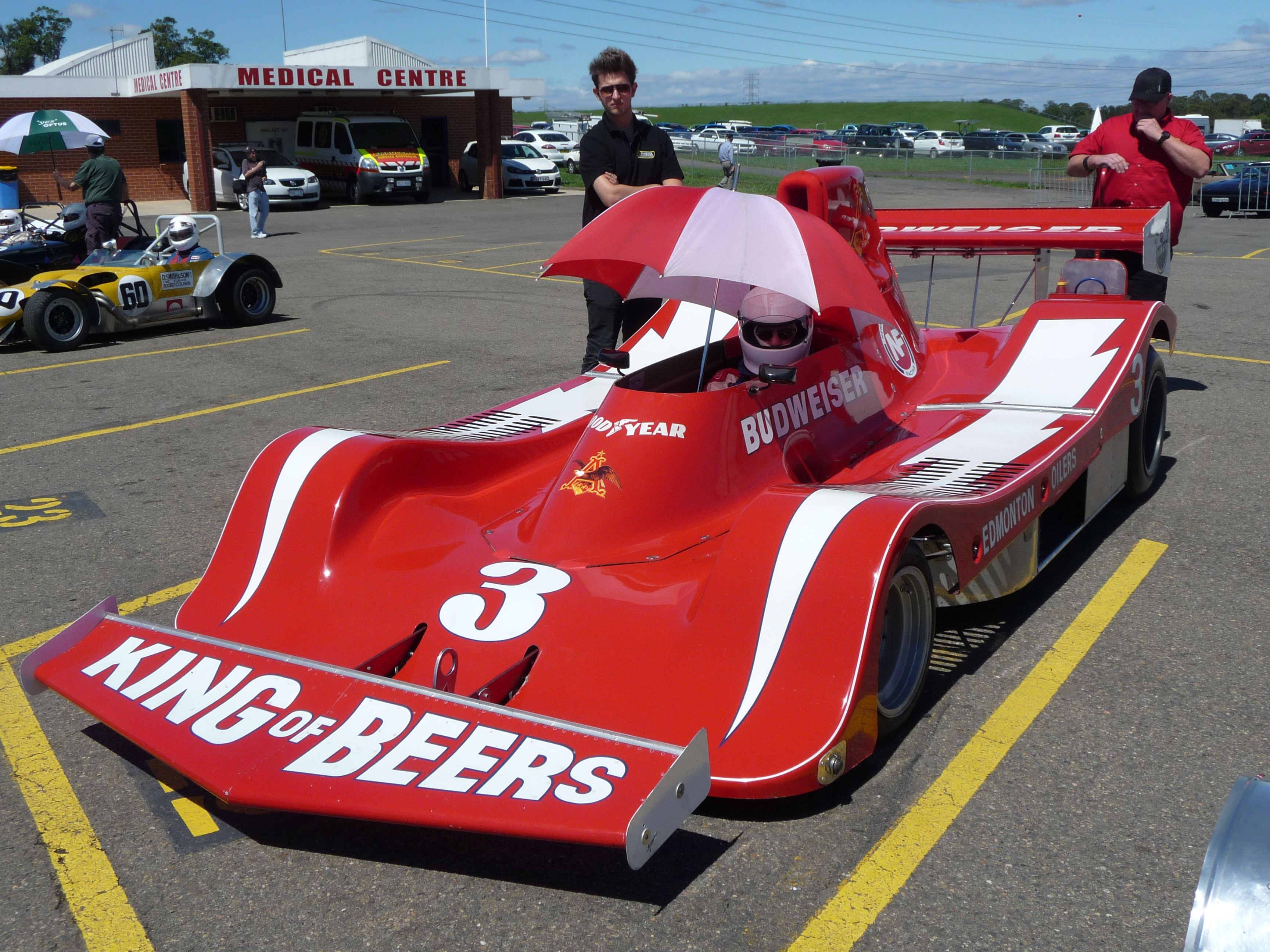
Lola Формулы-5000 Пола Ньюмана, перестроенная в спортпрототип Can-Am

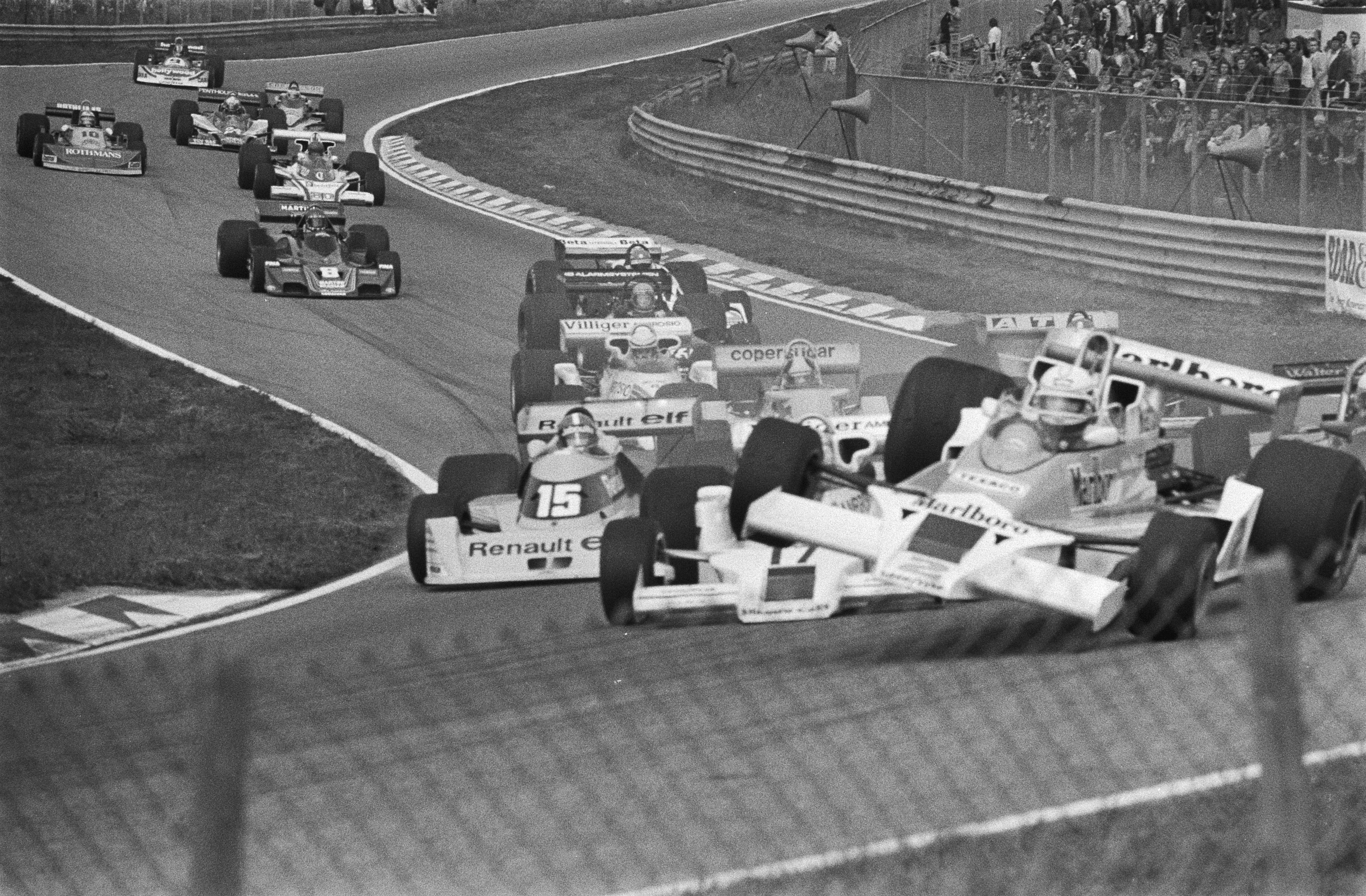
Подброс машин при контакте колёс (Гран-при Нидерландов 1977 года)

Автомобили с открытыми колёсами обычно имеют наименьшую массу среди всех гоночных машин своего класса мощности и наибольшую концентрацию мощности среди автомобилей своего веса. Массы монопостов находятся в пределах 455—700 килограммов, а мощности могут достигать и превосходить 1 000 лошадиных сил. Это, а также высокая аэродинамическая оснащенность, определяет их наибольшие возможности по ускорению в поворотах и делает их наиболее быстрыми среди всех гоночных автомобилей.
Прототипы в принципе отличаются лишь закрытыми колесами, а потому теоретически тоже могут достигать таких динамических показателей, но на данный момент такие машины используются лишь в гонках на выносливость, а потому не могут сравниться с монопостами в скорости. В то же время возможна постройка прототипа из монопоста путём установки на него легкого кузова, закрывающего колёса — именно так были построены прототипы Can-Am второй половины 70-х.
Высокие динамические характеристики монопостов накладывают повышенные требования к физической подготовке пилотов. Также автомобиль с открытыми колёсами даёт небольшое преимущество, так как пилоту проще строить траекторию движения из-за того, что он видит колеса авто. Кроме того, пилотирование требует большей аккуратности, монопосты практически не способны переносить без повреждений контакты, а контакт колесо-на-колесо очень опасен ввиду того, что один из автомобилей может взлететь и перевернуться.

## Производители машин с открытыми колёсами
Участники гонок на машинах с открытыми колёсами могут строить их сами (так в чемпионате мира Формулы-1), а могут закупать у стороннего производителя (в большинстве остальных случаев). Современные производители монопостов:
- Lola
- Dallara
- Panoz
- Van Diemen
- Williams
- Swift Engineering[англ.]
- ArtTech
- Tatuus
- Reynard

## Международные чемпионаты на автомобилях с открытыми колёсами
Автомобили с открытыми колесами участвуют практически исключительно в кольцевых гонках на трассах с твердым покрытием — стационарных, временных или трассах овального типа. Спринт-кары и миджеты используются в гонках по коротким гаревым трекам. Также списанные из других серий монопосты могут использоваться в соревнованиях по подъёму на холм.

### Действующие
- Формула-1
- Формула-2
- IndyCar
- Формула-3
- Формула Е
- Формула-4
- Супер-Формула
- F1 Academy
- Региональный европейский чемпионат Формулы
- Региональный американский чемпионат Формулы
- Открытый чемпионат Евроформулы

### В прошлом
- Champ Car
- Формула-3000
- A1 Гран-при
- Международная Формула Мастер
- Суперлига Формула
- Евросерия 3000
- ФИА Формула-2 (2009—2012)
- Формула V8 3.5
- GP3